# Dichlordifluormethan
Dichlordifluormethan, auch als R-12 oder Freon-12 bezeichnet, ist ein ungiftiges, farbloses und verflüssigbares Gas. Es ist schwerer als Luft. In hohen Konzentrationen wirkt es erstickend. Es ist reaktionsträge und unbrennbar; bei sehr hohen Temperaturen kann es mit bestimmten Materialien mit großer Oberfläche (wie Aluminiumspänen, Kalium, Zink oder Magnesium) zur Explosion kommen.
Chemisch gehört es zu den Halogenkohlenwasserstoffen und dort zur Gruppe der FCKW (Fluorchlorkohlenwasserstoffe) oder Freone. Bis zum weltweiten Verbot wurde es als Kältemittel und in Druckgaspackungen (Sprühdosen) als Treibgas verwendet. Es schädigt die Ozonschicht, falls es in die höhere Erdatmosphäre gelangt. R-12  wurde als Bezugssubstanz für das Ozonabbaupotential (ODP) festgelegt und hat daher ein ODP von 1.

## Gewinnung und Darstellung
Dichlordifluormethan kann durch Reaktion von Tetrachlormethan mit Fluorwasserstoff bei 490 °C und 70 atm gewonnen werden, wobei ein Gemisch von Trichlorfluormethan und Dichlordifluormethan in einem Verhältnis von 21:79 entsteht. Das Verhältnis kann durch Gegenwart von Antimon(III)-chlorid und Chlor noch verbessert werden.
{\displaystyle {\ce {CCl4 + HF -> CCl3F + CCl2F2}}}
Natriumhexafluorosilicat unter Druck bei 270 °C, Titan(IV)-fluorid, Chlortrifluorid, Cobalt(III)-fluorid, Iodpentafluorid und Bromtrifluorid sind ebenfalls als Fluorierungsmittel für Tetrachlormethan geeignet.
{\displaystyle {\ce {CCl4 + Na2SiF6 -> CCl3F + CCl2F2 + CCl3F + NaCl + SiF4}}}
{\displaystyle {\ce {CCl4 + BrF3 -> BrF + CCl2F2 + CCl3F}}}
Auch Antimon(III)-fluorid in Gegenwart von Antimon(V)-chlorid ist als Fluorierungsmittel geeignet.
{\displaystyle {\ce {2 CCl4 + SbF3 -> CCl2F2 + CCl3F}}}
Zu den Abbaureaktionen, die Dichlordifluormethan bilden, gehört die Chlorinolyse bei 550 °C von 1,1-Difluorethan, das durch Reaktion von Acetylen mit Fluorwasserstoff entsteht, oder Erhitzen von Silberchlordifluoracetat mit Chlor.
{\displaystyle {\ce {CClF2CO2Ag + Cl2 -> CCl2F2 + CO2 + AgCl}}}

## Verbote
Herstellung und Verwendung vieler halogenierter Kohlenwasserstoffe, die wie Dichlordifluormethan die schützende Ozonschicht der Erde zerstören, wurden über das Montreal-Protokoll ab 1987 verboten. Die Europäische Union wurde 1988 Vertragspartei. Ab 1. August 1991 traten in Deutschland je nach Einsatzzweck unterschiedliche Herstellungs-, Verwendungs- und Verkehrsverbote sowie diverse Kennzeichnungs-, Instandhaltungs-, Dokumentations- und Rücknahmeverpflichtungen in Kraft; das Inverkehrbringen von Erzeugnissen, die mit R-12 befüllt waren, wurde unzulässig, das Nachfüllen von R-12 etwa in vorher hergestellte Klimaanlagen und das Inverkehrbringen dazu blieben aber übergangsweise zulässig, so lange keine Ersatzstoffe mit niedrigerem Ozonabbaupotential verfügbar waren. Inzwischen sind Produktion und Verwendung von Dichlordifluormethan, seiner Gemische und Recyclate sowie das Inverkehrbringen von Erzeugnissen, die so etwas enthalten oder zum Betrieb brauchen, durch direkt geltendes EU-Recht verboten; also außer zur geordneten Abfallentsorgung etwa der Verkauf oder die sonstige Weitergabe von gebrauchten Kühlschränken, die R-12 benötigen, selbst wenn dieses abgelassen oder entwichen ist.
Lediglich Schwellenländern (z. B. auch China) wurde der Einsatz für den Eigenbedarf bis 2010 völkerrechtlich gestattet. Die Produktionsmengen von R-12 in China übertrafen den Eigenbedarf deutlich. Es wurde auch in die EU importiert. Einfuhrverbote wurden dazu durch falsche Deklarationen umgangen.

## Umwelteinfluss

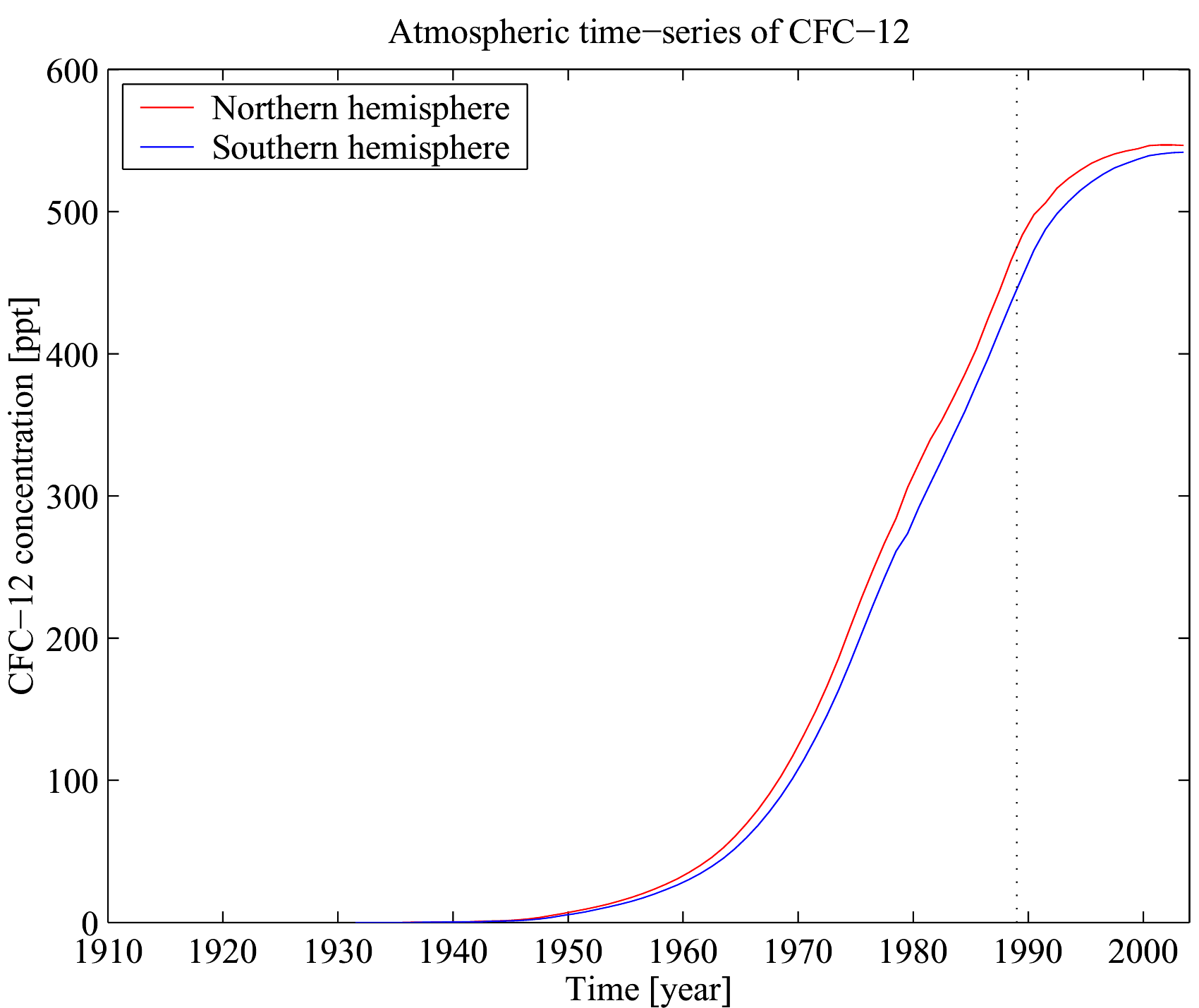
Konzentration in der Atmosphäre über die Zeit
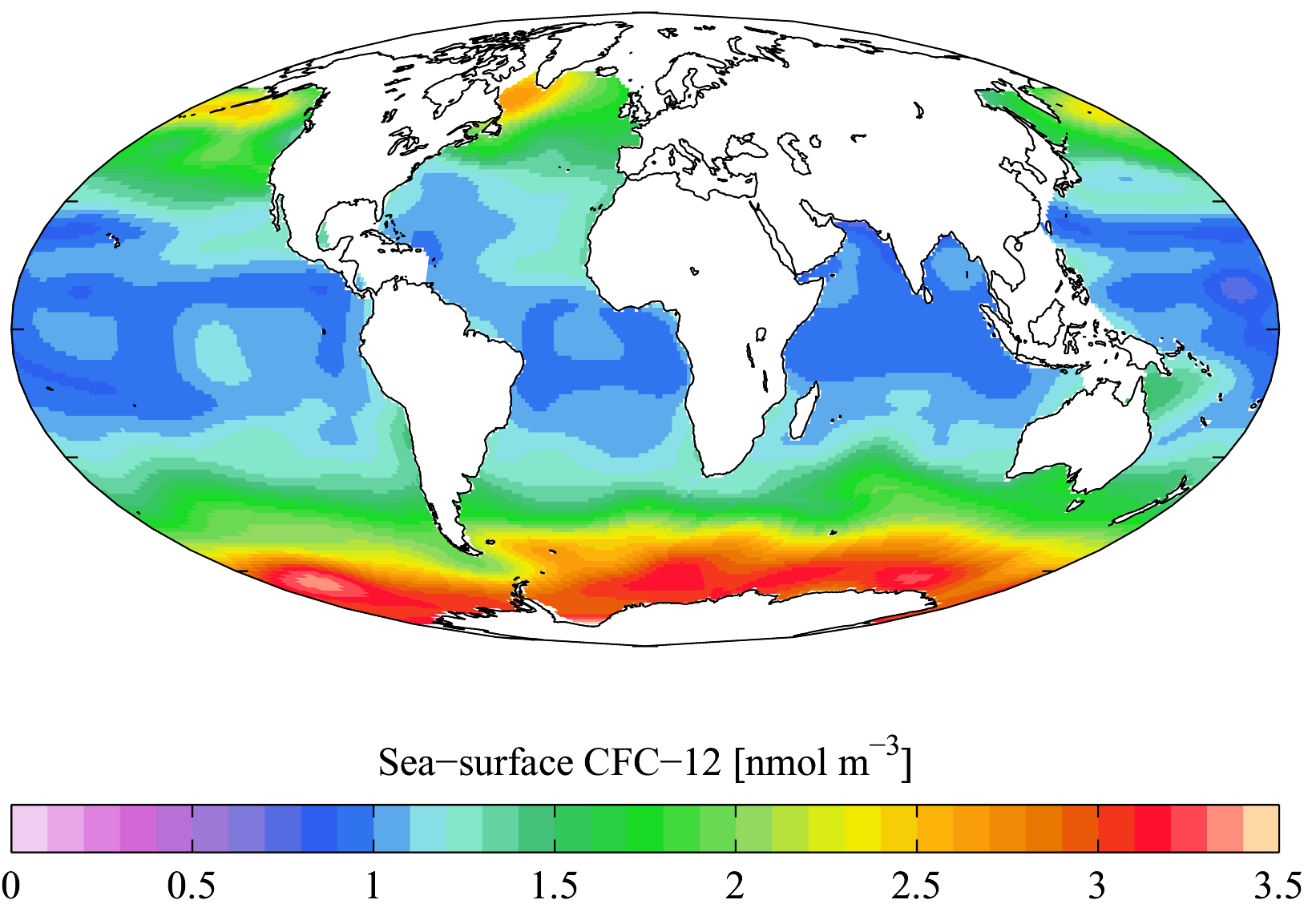
Konzentration (nmol/m³) im Meeresspiegel von R-12 (gemessen in den 1990er-Jahren)